# Steerecleus serrulatus
Steerecleus serrulatus là một loài Rêu trong họ Brachytheciaceae. Loài này được (Hedw.) H. Rob. miêu tả khoa học đầu tiên năm 1987.